# Монарх
Мона́рх (греч. μόναρχος, дословно — «единовластный правитель, властелин»; от греч. μόνος «один» + греч. αρχός «правитель») — наследственный или (реже) выборный глава государства: император (царь, цезарь, кайзер), каган, шахиншах (падишах) и ниже рангом; фараон, король, халиф и ниже рангом; князь (в значениях; герцог, принц), тагавор, экзарх, негус, шах, султан, эмир, хан, малик, бей, визирь, государь, махараджа и тому подобное; лицо, обладающее суверенитетом.

Современные европейские монархии по типу наследования
абсолютная примогенитура
предпочтительно патрилинейная когнатическая примогенитура
агнатическая примогенитура
выборная монархия

В Европе существуют государства, где монарх имеет титул князя (пример — Монако) или герцога (пример — Люксембург). Всегда является объектом подданства и никогда — подданным.
В руках монарха может быть сосредоточена верховная государственная, военная и судебная власть (абсолютная монархия ныне только в государствах Азии; Ватикан является монархией теократической), в наше время она обычно ограничена высшим законодательным органом государства: тогда говорят о парламентской или конституционной монархии.
Конституционная монархия — такая форма монархии, при которой власть монарха ограничена конституцией. При конституционной монархии реальная законодательная власть принадлежит парламенту, исполнительная — правительству.

## Августейшая особа
Августейшей особой называют особу королевской крови — члена императорской (царской, королевской) семьи или самого монарха (главу монаршего дома в изгнании). Августейшие особы могут жить и в государстве, где (уже) нет собственно монархии, как, например, царская семья в России в период от отречения до расстрела, последний король Греции, король Испании Хуан Карлос при Франко до реставрации монархии в стране, члены монарших семей в эмиграции за рубежом.
Слово происходит от латинского «augustus» — «многоуважаемый, почтенный, священный, благословленный авгуром». Сначала так называли тех, кто вел свой род от римского Цезаря Августа. В России этот эпитет начали употреблять в начале XVIII века, после опубликования так называемой Бархатной книги, где Рюрик был назван потомком «Римского Царя Августа». При обращении к августейшим особам, в их присутствии (особенно если речь идет о самом монархе) соблюдают особые правила этикета, например не принято сидеть в присутствии королевы; им отводят главенствующие места за столом, они первыми произносят тосты и речи, приступают к трапезе и прочее.